# 蒙地賽羅水壩
蒙地賽羅水壩（Monticello Dam），亦稱蒙蒂塞洛水壩，位於美國加州納帕縣之水壩。
蒙地賽羅水壩建設於1953年－1957年間，內有稱為光榮洞（glory hole）的溢洪道，為世界七大人造洞穴之一，每秒的出水流量最高可達48400立方英尺（1370立方米）。

## 圖片

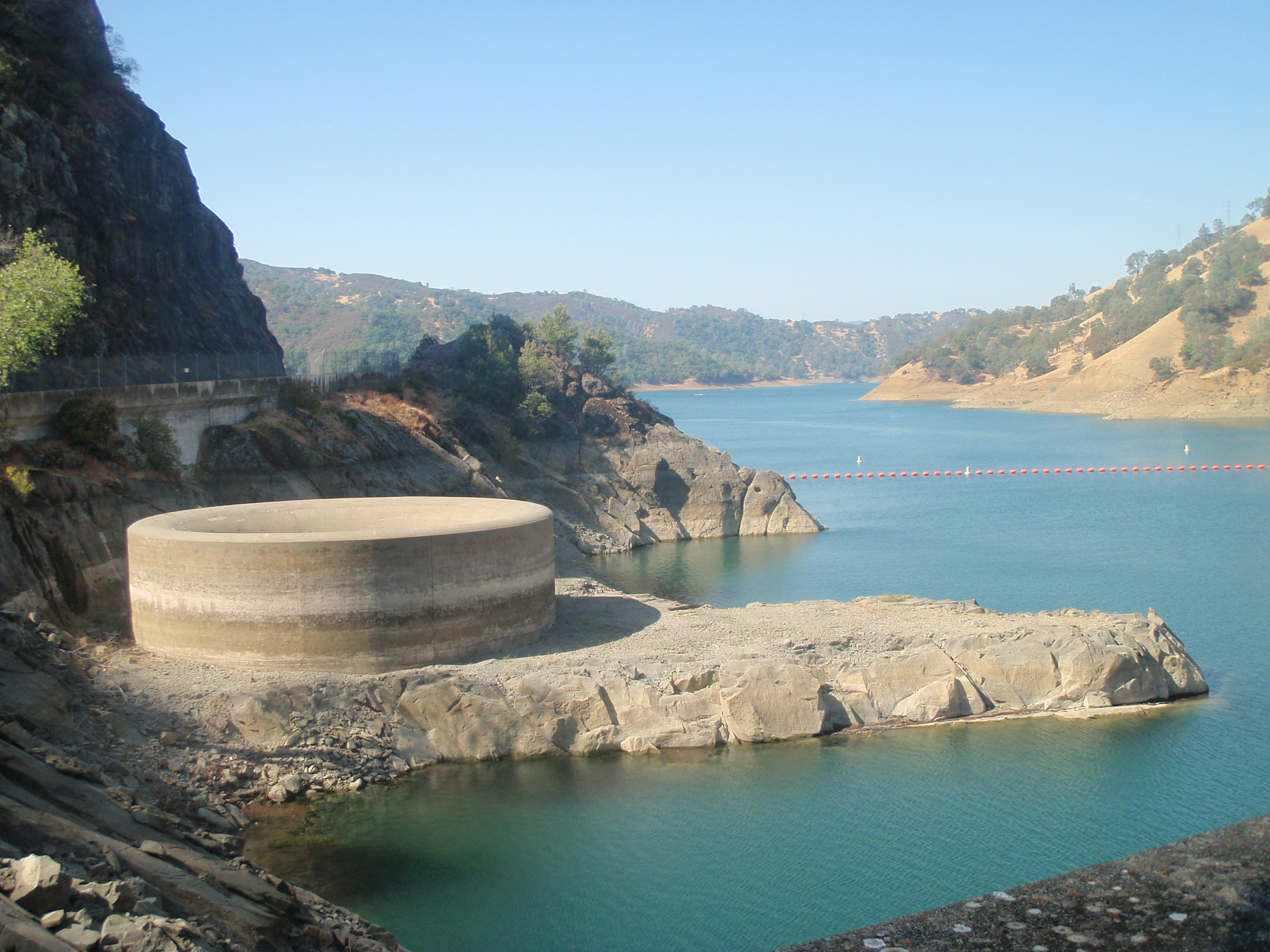
枯水期的光榮洞洞口（左方圓柱狀體），攝於2009年10月10日
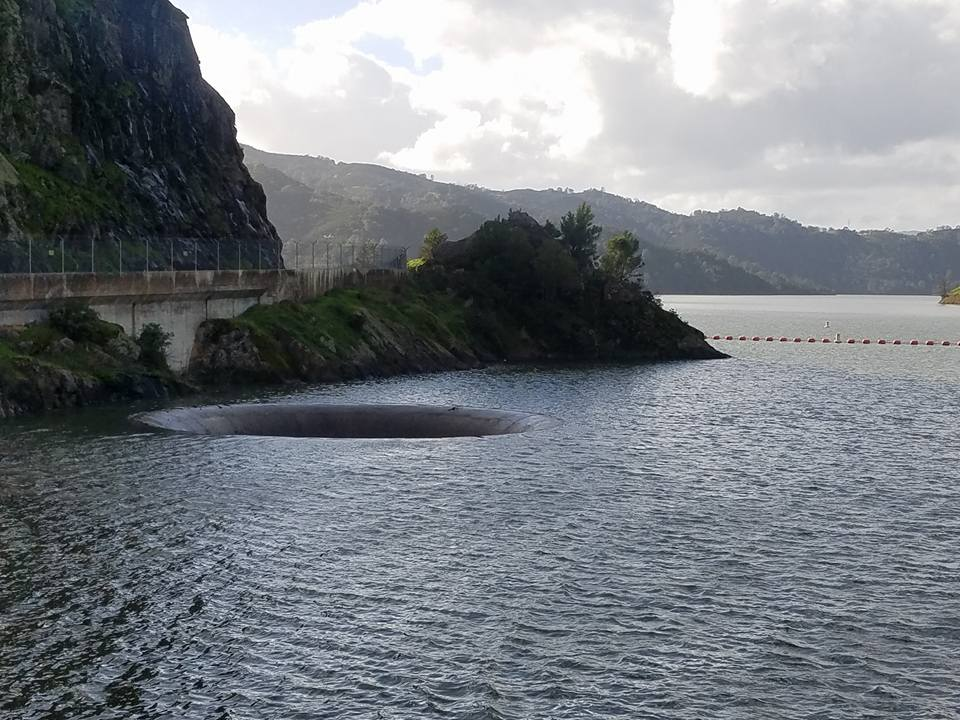
滿水位時的光榮洞，攝於2017年2月16日

## 外部連結
- （英文）Solano Project
- （英文）CA10170
- （英文）glory hole